# Espen Rian
Espen Rian (Trondheim, 11 febbraio 1981) è un ex combinatista nordico norvegese.

## Biografia
In Coppa del Mondo esordì il 29 dicembre 2001 a Oberwiesenthal (22°) e ottenne l'unico podio il 14 gennaio 2007 in Val di Fiemme (3°).
In carriera ha preso parte a un'edizione dei Giochi olimpici invernali, Vancouver 2010 (35° nel trampolino lungo, 5° nella gara a squadre), e a due dei Campionati mondiali, vincendo una medaglia.

## Palmarès

### Mondiali
- 1 medaglia:
  - 1 bronzo (gara a squadre a Sapporo 2007)

### Coppa del Mondo
- Miglior piazzamento in classifica generale: 14º nel 2007
- 1 podio (a squadre):
  - 1 terzo posto